# TDP1
TDP1‏ (Tyrosyl-DNA phosphodiesterase 1) هوَ بروتين يُشَفر بواسطة جين TDP1 في الإنسان.